# Nasenflora

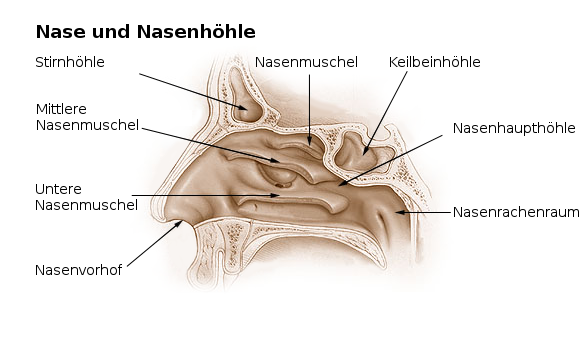
Die menschliche Nase in der schematischen Seitenansicht: Die Nasenflora besiedelt die Nasenhöhle

Die Nasenflora, genauer das Mikrobiom der Nase, ist die Gesamtheit aller Mikroorganismen wie Bakterien und Pilze (Mikrobiom), die die Nasenhöhle eines Menschen besiedelt und einen natürlichen Bestandteil der Organflora bildet. Die Nasenflora ist Teil des Mikrobioms und trägt wesentlich dazu bei, das Organ und den gesamten Organismus vor Krankheitserregern zu schützen. Über die Atemwege steht die Nasenflora mit der Rachen- und Mundflora in Verbindung. Die Nasenflora kann sich in ihrer Zusammensetzung zwischen Individuen der gleichen Art sehr stark unterscheiden. Zudem kann sie sich bei ein und demselben Individuum mit der Zeit verändern.
Organismen der Nasenflora leben in der Regel als Kommensalen oder Mutualen in der Nase und besiedeln diese, einzelne können jedoch auch Krankheiten auslösen. Zudem kommt es zu Wechselwirkungen der Mikroorganismen in der Nase. Krankheiten wie Entzündungen der Nasenschleimhaut (chronische Rhinosinusitis) und Polyposis sowie andere Einflüsse, etwa Rauchen, können die Zusammensetzung der Nasenflora deutlich beeinflussen.

## Die Nasenhöhle als Lebensraum

Die Nase mit der Nasenhöhle stellt den ersten Abschnitt des Atemtrakts dar, den die Atemluft passiert

Die Nasenhöhle ist ein Hohlorgan, das von der Nasenschleimhaut ausgekleidet und mit zahlreichen schleimproduzierenden Drüsen bestückt ist. Die linke und rechte Nasenhöhle sind durch die Nasenscheidewand (Septum nasi) getrennt und jeweils in einen innerhalb der äußeren Nase gelegenen Nasenvorraum (Vestibulum nasi) und den tieferliegenden eigentlichen Nasenraum (Cavum nasi proprium) unterteilt. Der von der Nasenschleimhaut mit Flimmerepithel ausgekleidete Nasenraum wird jeweils zwischen Boden und Dach der Nasenhöhle durch knöchern gestützte Nasenmuscheln (Conchae nasales) etagenartig in die drei Nasengänge (Meatus nasi) untergliedert. Über den Nasenvorhof und die Nasenlöcher besitzt die Nasenhöhle eine Verbindung zur Außenwelt und über den Nasenrachenraum (Nasopharynx) ist sie mit dem Rachen (Pharynx) und der Mundhöhle sowie über die Eustachi-Röhre auch mit der Paukenhöhle im Mittelohr verbunden. Zudem gibt es Verbindungen zu den Stirnhöhlen und zur Keilbeinhöhle.
Als Teil des Atemtrakts gehört der Naseninnenraum zu den luftleitenden Organen, wird also stetig von der Atemluft durchströmt und stellt hier den ersten Bereich dar, den diese im menschlichen Körper passiert. Dabei werden am Tag etwa 10.000 Liter Luft mit allen in ihr enthaltenen Mikroorganismen und Verunreinigungen durch die Nase geleitet, die teilweise hier gereinigt wird und mit ihrer Zusammensetzung die Nasenflora entsprechend beeinflusst. Als weitere Faktoren kommen in der Nase die hohe Feuchtigkeit der Schleimhäute, die im Vergleich zur Außenwelt erhöhte Temperatur sowie die Verfügbarkeit von Nährstoffen hinzu. Der pH-Wert ist weitgehend stabil und liegt mit 5,5 bis 6,5 im leicht sauren Bereich, bei einer Rhinitis erhöht er sich auf 7,2 bis 8,3. Bei Applikation von Nasensprays oder anderen pH-verändernden Substanzen puffert er sich in der Regel auf einen Bereich zwischen 6,2 und 8,0 ab.

## Untersuchung der Nasenflora
Sowohl kultivierbare Bakterien (Kulturom) als auch rein molekulargenetisch nachweisbare mikrobielle Erbinformationen auf 16S rDNA (Metagenom)- und RNA (Metatranskriptom)-Ebene können über moderne Untersuchungsmethoden bestimmt werden. Dabei werden teilweise neuartige Methoden zur Identifizierung wie die T-RFLP genutzt. Wissenschaftliche Untersuchungen der Nasenflora beschränken sich jedoch in der Regel auf die mikrobielle Besiedlung der menschlichen Nasenhöhle, während Untersuchungen der Nasenflora von anderen Wirbeltieren nur in begrenztem Umfang vorliegen und sich auf Nutztiere des Menschen wie das Hausschwein oder das Hauspferd beschränken.
Von besonderem Interesse ist vor allem die Besiedlung mit pathogenen, also krankheitsauslösenden, Mikroorganismen. Im Fall der Nasenflora des Menschen steht dabei vor allem die Besiedlung mit dem pathogenen Bakterium Staphylococcus aureus im Mittelpunkt der Forschung. Es besiedelt die Schleimhäute der Nase und kann schwere Infektionen verursachen, deren Antibiotikatherapie nicht selten durch den Erwerb von Multiresistenzen (Methicillin-resistenter S. aureus, MRSA) erschwert wird.

## Zusammensetzung und Varianz
Die Zusammensetzung der Nasenflora ist individuell und variiert sehr stark zwischen verschiedenen Menschen, sie kann bei einer einzelnen Person auch über die Zeit sehr variabel sein. Dabei ist die Besiedlungsdichte bei Kleinkindern und Jugendlichen am höchsten und nimmt bei älteren Menschen ab. Die Nasenflora weist dabei ebenso wie Teile der Hautflora, der Flora der Behaarung und der Flora des Gehörgangs über die Zeit im Vergleich zu anderen Körperregionen die größte Variabilität bei Einzelpersonen auf und im Vergleich zwischen verschiedenen Personen ist sie in der Variabilität mit der Darmflora vergleichbar. Ein genetischer Einfluss auf die individuelle Nasenflora konnte dabei bislang nicht festgestellt werden und selbst bei eineiigen Zwillingen wurden in einer entsprechenden Untersuchung signifikante Unterschiede in der Besiedlung der Nase identifiziert, während nur etwa 26 Prozent der Besiedlung übereinstimmten. Es wird entsprechend davon ausgegangen, dass die individuelle Zusammensetzung der Nasenflora sehr stark von den Umgebungsbedingungen des Einzelnen abhängt und sowohl durch die Erstbesiedlung im Säuglingsalter als auch infolge diverser Umwelteinflüsse geprägt wird. Dabei konnte ebenfalls festgestellt werden, dass die individuelle Nasenflora auch unabhängig von Erkrankungen wie einer chronischen Rhinitis und sie damit tatsächlich individuell unterschiedlich und spezifisch ist.

### Kernzusammensetzung
Die Besiedelung der Nase besteht aus verschiedenen Typen von Bakterien: Teilweise gehören sie einer Kernzusammensetzung an, teilweise kommen sie obligat vor. Die Bakterien sind in der Regel Kommensalen, können jedoch auch opportunistisch pathogen sein. Anhand verschiedener Studien konnten dabei typische Lebensgemeinschaften als „core communities“ identifiziert werden.

### Verunreinigungen und obligate Besiedler
Vor allem bei der Nasenhöhle, die in direkter Verbindung mit der Außenluft steht und durch die ein ständiger Atemstrom fließt, kommt es zudem zu dauernder Verunreinigung und Neubesiedlung durch Mikroorganismen, die in der Atmosphäre leben oder mit Bestandteilen der Atemluft assoziiert sind, etwa Hausstaub. Hausstaub etwa wird vor allem durch Gram-positive Bakterien, unter anderem Arten der Gattungen Corynebacterium, Propionibacterium, Staphylococcus und Streptococcus besiedelt, die eine regelmäßige natürliche Inokulation für die Nasenhöhle darstellt. Zugleich stellen jedoch die Menschen selbst wiederum die Hauptquelle für die Bakterienzusammensetzung des Hausstaubs und der Umgebung dar. Neben der Atemluft stellt vor allem der Hand-Nase-Kontakt eine Quelle für Verunreinigungen der Nasenhöhle dar, da von den Händen zahlreiche untypische Mikroorganismen in die Nase gelangen können.

## Medizinische Relevanz
Die menschliche Nasenflora schützt in ihrer Zusammensetzung den Naseninnenraum vor Infektionen, solange sie intakt ist. Zugleich kann sie krankheitserregende Keime beherbergen, die unter ungünstigen Bedingungen zu schweren Infektionen führen können.

### Pathogene Keime

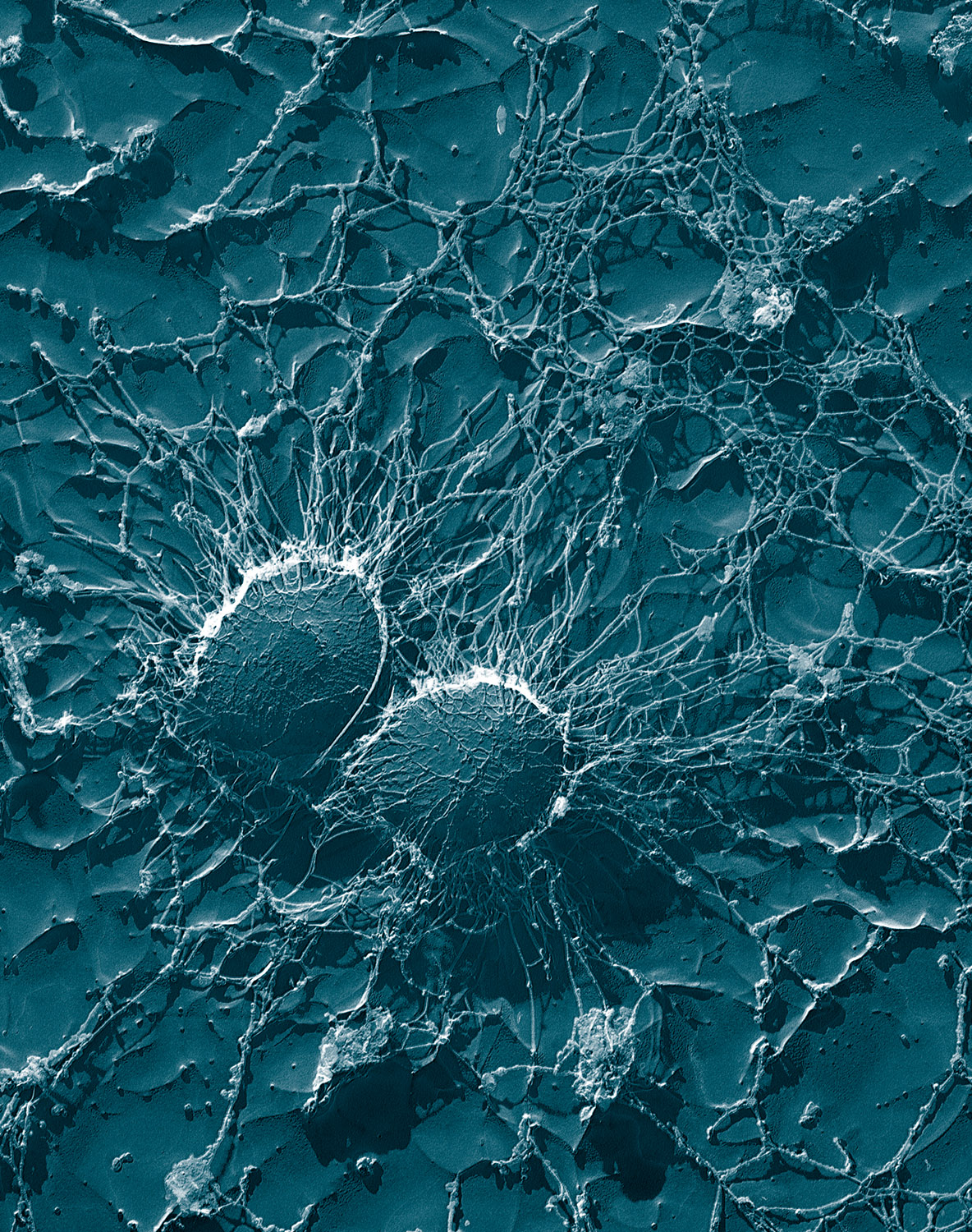
Staphylococcus aureus, ein potenziell pathogener Keim der Nasenflora

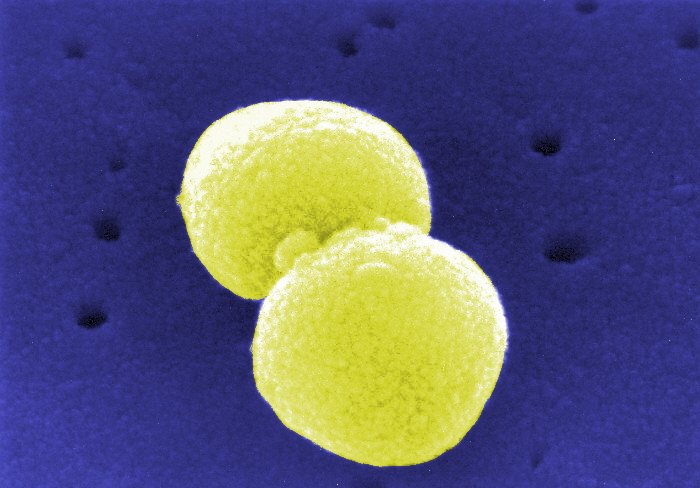
Streptococcus pneumoniae kann als Erreger verschiedener Krankheiten auftreten

Medizinische Relevanz für den Menschen hat die Nasenflora vor allem aufgrund der Infektion durch das Bakterium Staphylococcus aureus, das als pathogener Keim für eine Reihe von Infektionen verantwortlich ist und bei dem die Nase den Hauptbesiedlungsort darstellt. In der Regel besiedelt es die Schleimhäute der Nase und gehört hier zu den regelmäßig und dauerhaft vorkommenden und unauffälligen Bakterien. Es kommt bei etwa 20 Prozent aller Menschen vor und hat in der Regel keine pathogene Wirkung, weitere 30 Prozent sind gelegentliche Träger des Bakteriums. Als potenzieller und opportunistischer Krankheitserreger kann S. aureus allerdings auch schwere Infektionen verursachen, deren Antibiotikatherapie nicht selten durch den Erwerb von Multiresistenzen (Methicillin-resistenter S. aureus, MRSA) erschwert wird.
Auch Staphylococcus epidermidis, der auf allen Hautregionen und auch in der Nase nachgewiesen werden kann, kann bei immungeschwächten Menschen fakultativ pathogen sein und nach Operationen nosokomiale Infektionen auslösen.
Ein ebenfalls potenziell pathogenes Bakterium der Nasenflora ist Streptococcus pneumoniae, auch bekannt als Pneumokokken. Pneumokokken können verschiedene Krankheiten hervorrufen, darunter vor allem eine Lungenentzündung (Pneumonie), die bei Kindern und älteren Menschen tödlich verlaufen kann. Weitere potenzielle Krankheitsbilder sind Hirnhautentzündung (Meningitis), Mittelohrentzündung (Otitis media), Nasennebenhöhlenentzündung (Sinusitis) und Hornhautentzündung (Ulcus serpens).
Ein Zusammenhang zwischen der Besiedlung der Nase und der Erkrankung an chronischer Rhinitis, sowohl mit und ohne Nasenpolypen, scheint dagegen nicht zu bestehen. Für diese Erkrankungen ist die potenzielle Rolle der Nasenflora unbekannt.

### Einfluss von Krankheiten und Störungen
Einige Krankheiten, etwa Asthma, können teilweise starken Einfluss auf die Zusammensetzung der Nasenflora haben. Auch Lebensbedingungen und Gewohnheiten, vor allem etwa das Rauchen, verändern die Zusammensetzung der Nasenflora und auch die Rachenflora teilweise sehr deutlich.

## Belege
1. 1 2 3 4 5 6 7  Melissa L. Wos-Oxley, Iris Plumeier, Christof von Eiff, Stefan Taudien, Matthias Platzer, Ramiro Vilchez-Vargas, Karsten Becker, Dietmar H. Pieper: A poke into the diversity and associations within human anterior nare microbial communities. The ISME Journal 4, 2010; S. 839–851. doi:10.1038/ismej.2010.15, Volltext.
2. ↑  „The Airway Microbiome.“ In: Jiri Mestecky, Warren Strober, Michael W. Russell, Hilde Cheroutre, Bart N. Lambrecht, Brian L Kelsall: Mucosal Immunology. Academic Press, 2015; S. 83–84. (Google Books).
3. ↑  R.J. England, J.J. Homer, L.C. Knight, S.R. Ell: Nasal pH measurement: a reliable and repeatable parameter. Clinical Otolaryngology 24 (1), Februar 1999; S. 67–68. DOI:10.1046/j.1365-2273.1999.00223.xView.
4. ↑  N. Washington, R.J.C Steele, S.J Jackson, D. Bush, J. Mason, D.A Gill, K Pitt, D.A Rawlins: Determination of baseline human nasal pH and the effect of intranasally administered buffers. International Journal of Pharmaceutics 198 (2), 5. April 2000; S. 139–146. DOI:10.1016/S0378-5173(99)00442-1.
5. ↑  Amélia Camarinha-Silva, Melissa L. Wos-Oxley, Ruy Jáuregui, Karsten Becker, Dietmar H. Pieper: Validating T-RFLP as a sensitive and high-throughput approach to assess bacterial diversity patterns in human anterior nares. FEMS Microbiology Ecology 79 (1), Januar 2012; S. 98–108. DOI:10.1111/j.1574-6941.2011.01197.x., Volltext.
6. ↑  Heiman F. L. Wertheim, Damian C. Melles, Margreet C. Vos, Willem van Leeuwen, Alex van Belkum, Henri A. Verbrugh, Jan L. Nouwen: The role of nasal carriage in Staphylococcus aureus infections. The Lancet Infectious Diseases 5 (12), Dezember 2005; S. 751–762. doi:10.1016/S1473-3099(05)70295-4
7. ↑  Elizabeth K. Costello, Christian L. Lauber, Micah Hamady, Noah Fierer, Jeffrey I. Gordon, Rob Knight: Bacterial Community Variation in Human Body Habitats Across Space and Time. Science 326 (5960), 18. Dezember 2009; S. 1694–1697. doi:10.1126/science.1177486, Volltext
8. ↑  Amélia Camarinha-Silva, Ruy Jáuregui, Diego Chaves-Moreno, Andrew P.A. Oxley, Frieder Schaumburg, Karsten Becker, Melissa L. Wos-Oxley, Dietmar H. Pieper: Comparing the anterior nare bacterial community of two discrete human populations using Illumina amplicon sequencing. Environmental Microbiology 16 (9), 2014; S. 2939–2952. DOI:10.1111/1462-2920.12362
9. ↑  Ursula Kaspar, André Kriegeskorte, Tanja Schubert, Georg Peters, Claudia Rudack, Dietmar H. Pieper, Melissa Wos-Oxley, Karsten Becker: The culturome of the human nose habitats reveals individual bacterial fingerprint patterns. Environmental Microbiology 18 (7), 2016; S. 2130–2142. doi:10.1111/1462-2920.12891
10. 1 2 3 4  Cindy M. Liu, Lance B. Price, Bruce A. Hungate, Alison G. Abraham, Lisbeth A. Larsen, Kaare Christensen, Marc Stegger, Robert Skov, Paal Skytt Andersen: Staphylococcusaureus and the ecology of the nasal microbiome. Science Advances, 5. Juni 2015; e1400216. doi:10.1126/sciadv.1400216
11. 1 2  Kurt de Swaaf: Das Innenleben der Nase. Der Standard, 14. Juni 2015; abgerufen am 18. August 2016.
12. 1 2 3  Melissa L. Wos-Oxley, Diego Chaves-Moreno, Ruy Jáuregui, Andrew P. A. Oxley, Ursula Kaspar, Iris Plumeier, Silke Kahl, Claudia Rudack, Karsten Becker Dietmar H. Pieper: Exploring the bacterial assemblages along the human nasal passage. Environmental Microbiology 18 (7), 2016; S. 2259–2271. doi:10.1111/1462-2920.13378
13. 1 2  Helena Rintala, Miia Pitkäranta, Mika Toivola, Lars Paulin, Aino Nevalainen: Diversity and seasonal dynamics of bacterial community in indoor environment. BMC Microbiology 8:56, 2008. doi:10.1186/1471-2180-8-56.
14. ↑  Martin Täubel, Helena Rintala, Miia Pitkäranta, Lars Paulin, Sirpa Laitinen, Juha Pekkanen, Anne Hyvärinen, Aino Nevalainen: The occupant as a source of house dust bacteria. The Journal of Allergy and Clinical Immonology 124 (4), Oktober 2009; S. 834–840.e47 doi:10.1016/j.jaci.2009.07.045
15. ↑  Alex van Belkum, Nelianne J. Verkaik, Corné P. de Vogel, Hélène A. Boelens, Jeroen Verveer, Jan L. Nouwen, Henri A. Verbrugh, Heiman F. L. Wertheim: Reclassification of Staphylococcus aureus Nasal Carriage Types. Journal of Infectional Diseases 199, 2009; S. 1820–1826. (Volltext).
16. ↑  Miling Yan, Sünje J. Pamp, Julia Fukuyama, Peter H. Hwang, Do-Yeon Cho, Susan Holmes, David A. Relman: Nasal Microenvironments and Interspecific Interactions Influence Nasal Microbiota Complexity and S. aureus Carriage. Cell Host & Microbe 14, Dezember 2013; S. 631–640. doi:10.1016/j.chom.2013.11.005